# زفیر (تگزاس)
زفیر، تگزاس(به انگلیسی: Zephyr, Texas) شهری در ایالت تگزاس از ایالات جنوبی ایالات متحده آمریکا است.